# ضرب بالرمل

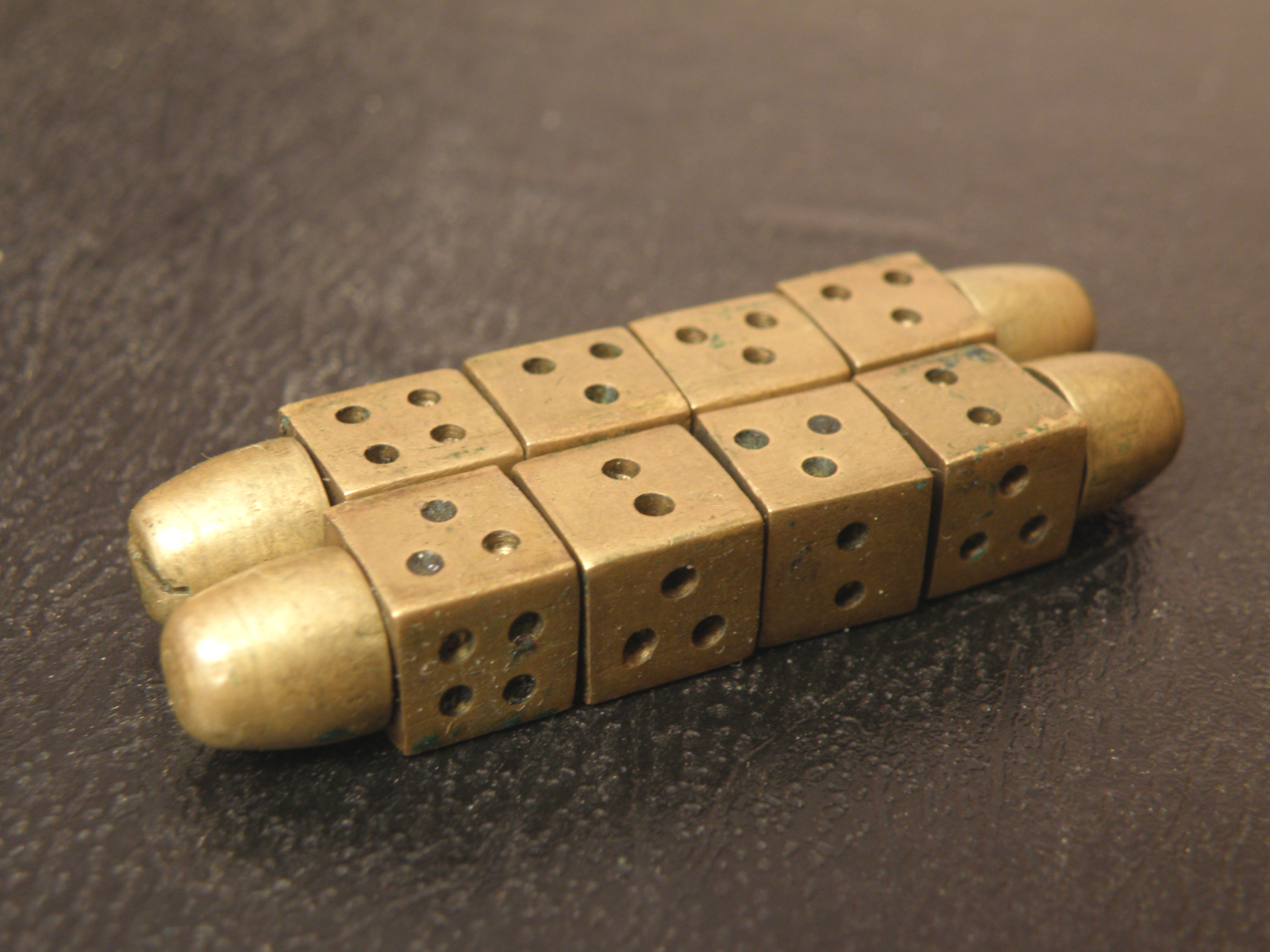
أداة قزانة

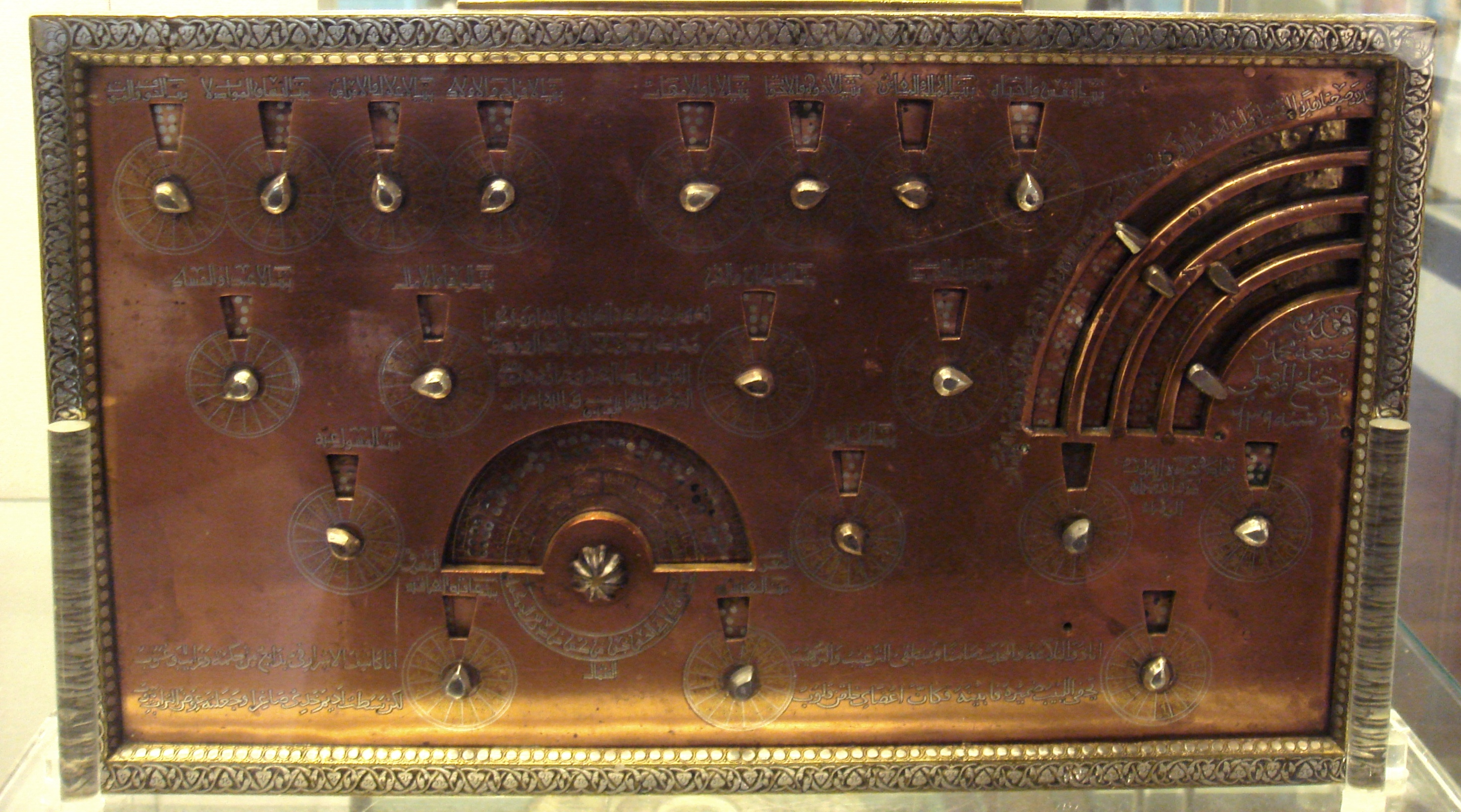
آلة استطراق من مصر أو سورية بين عامي ١٢٤١-١٢٤٢ م، لمحمد بن ختلج الموصلي. عندما تُدار الأقراص ستظهر تصميمات عشوائية من النقاط والتي تُفسر بعد ذلك. من المتحف البريطاني.

الاستطراق أو الضرب بالرمل أو علم الرمل أو القزانة هي طريقة للكهانة تفسر العلامات على الأرض أو الأنماط التي تشكلها حفنة من التربة أو الصخور أو الرمل. يتضمن الشكل الأكثر شيوعًا للرقم الكهانيّ تفسير سلسلة من 16 رقمًا تكونت من خلال عملية عشوائية تتضمن العَودية تُتبع بالتحليل وغالبًا ما تُعزز بتفسيرات تنجيم. كان يعتقد أيضًا أن الاستطراق من قبل شخصيات مثل رِجَرد الثاني هو تخصص أكبر يشمل الفلسفة والعلوم والعناصر الخيمياء.
مارس الاستطراق أشخاص من جميع الطبقات الاجتماعية. كان أحد أكثر أشكال الكهانة شيوعًا في جميع أنحاء إفريقيا وأوربة، خاصة خلال العصور الوسطى وعصر النهضة ، على الرغم من أنه في عصر النهضة صُنّف واحدًا من الفنون السبعة المحظورة جنبًا إلى جنب مع الشعندة والتنجيم بالماء والتكهن الجوي تكهن بالنار وقراءة الكف أو التكهن بالكتف.

## تعريف
جاء في كشّاف اصطلاحات الفنون والعلوم للتهانوي:
وفي أبجد العلوم لصديق حسن خان: